# Donato Toma
Donato Toma (Napoli, 4 dicembre 1957) è un ex politico italiano, presidente della Regione Molise dall'8 maggio 2018 al 6 luglio 2023.

## Biografia
Nato a Napoli il 4 dicembre 1957, è il primo di sei figli. Nel 1976, dopo essersi diplomato al liceo scientifico, supera il concorso al Ministero delle finanze, suo primo approccio con la pubblica amministrazione.
Dopo aver svolto il servizio militare come ufficiale nell'Arma dei Carabinieri con il grado di Tenente, nel 1984 si è laureato all'Università degli Studi di Napoli Federico II in Economia e Commercio. Due anni dopo, si abilita nell'insegnamento di materie sia giuridiche che economiche e, nello stesso anno, supera l'esame di Stato per l'esercizio della libera professione di commercialista.
È stato professore di Economia Aziendale all'I.T.C. Pilla di Campobasso, oltre ad aver collaborato e insegnato Management, Imprenditorialità e Innovazione dal 2002 presso la facoltà di Economia dell'Università degli Studi del Molise, ma ha lasciato l'insegnamento nel 2020.
Presidente del Consiglio dell'ordine dei dottori commercialisti e degli esperti contabili di Campobasso, sposato dopo un divorzio, ha tre figli e un hobby nel tempo libero: suonare la chitarra.

### Attività politica
Si avvicina alla politica nel ruolo tecnico di revisore dei conti al Comune di Campobasso, dove dal maggio 2013 al maggio 2014 è assessore al bilancio nel comune di Campobasso nella giunta di centro-destra presieduta da Luigi Di Bartolomeo. Nel luglio 2017 assume la medesima carica nella giunta civica del Comune di Bojano presieduta da Marco Di Biase, dimettendosi poi l'anno successivo al momento dell'elezione a Presidente della Regione.
Il 15 marzo 2018 è stato indicato come candidato unitario della coalizione di centro-destra alla presidenza della Regione Molise nelle elezioni in Molise, appoggiato dal suo partito, Popolari per l'Italia, il Popolo della famiglia, Fratelli d'Italia, Movimento nazionale per la sovranità, Lega, Unione di Centro, "Orgoglio Molise" e Noi con l'Italia-Iorio per il Molise. Il 23 aprile 2018 è stato eletto presidente della Regione Molise con il 43,46% dei voti, contro il 38,50% di Andrea Greco del Movimento 5 Stelle e il 17,10% di Carlo Veneziale (appoggiato dalla coalizione di centro-sinistra), commentando così la vittoria su Facebook: "Ha vinto chi conosce i problemi di questa terra e sa come risolverli, ma soprattutto ha vinto la coalizione dei molisani".
L'8 maggio 2018 è stato proclamato ufficialmente nuovo Presidente della Regione, succedendo a Paolo Di Laura Frattura. Nel 2023 non viene ricandidato come presidente di regione a seguito di malumori all'interno della coalizione di centro-destra e viene sostituito con il presidente della Provincia di Campobasso Francesco Roberti, risultato poi eletto.